# Marattiaceae
Ver Pteridophyta para una introducción a las plantas vasculares sin semilla
Las maratiáceas (nombre científico Marattiaceae), que según la moderna clasificación de
Christenhusz et al. 2011 (basada en Smith et al. 2006, 2008)) son la única familia actual del orden Marattiales, subclase Marattiidae, clase Marattiopsida, son un grupo de helechos monofilético encontrado principalmente en regiones tropicales húmedas. Tienden a tener frondes pinadas muy grandes con esporangios de pared gruesa ubicados en la cara abaxial, en grupos bien definidos (a veces fusionados en sinangios), aunque algún género poco representado no se ajusta a esta definición. La mayoría de las especies pertenecen al género Angiopteris (quizás 100 especies), seguido de Marattia (quizás 60 especies). Fueron importantes componentes de los pantanos del Carbonífero donde se originaron, y han sufrido pocos cambios morfológicos y moleculares desde entonces.

## Filogenia
Introducción teórica en Filogenia
Como circunscripto según Smith et al. (2006) (ver taxobox), es monofilético (Hill y Camus 1986, Hauk 1995, Pryer et al. 2001a y 2004b, Murdock 2005).  A la fecha de edición de este artículo (diciembre del 2006) aún no está clara su relación con Equisetopsidas y Polypodiopsidas, pero se sabe que está dentro del clado que reúne a las tres clases, clado hermano de Psilotopsida (Pryer et al. 2001a y 2004b).
|  |

Danaea es hermano de los otros 3 géneros (Pryer et al. 2001a y 2004b, Murdock 2005).
La ubicación de Christensenia y Angiopteris dentro de Marattia hacen a Marattia s.l. polifilético. Por eso fue dividido en 3 géneros: el del Nuevo Mundo, Eupodium, con sinangios con pie, el género del Viejo Mundo Ptisana, y Marattia s.s. que es endémico del Neotrópico y Hawái.

## Taxonomía
Introducción teórica en Taxonomía
La clasificación más actualizada es la de Christenhusz et al. 2011 (basada en Smith et al. 2006, 2008); que también provee una secuencia lineal de las licofitas y monilofitas.
- Subclase: IV Marattiidae Klinge,  Fl. Est.-Liv-Churland  1: 93 (1882).
  - Orden G.  Marattiales Link, Hort. Berol.  2: 148 (1833). Sinónimo: Christenseniales  Doweld,  Tent. Syst. Pl. Vasc.  (Tracheophyta): 7 (2001). 1 familia.
    - Familia 7. Marattiaceae Kaulf.,  Enum. Filic.: 31 (1824), nom.  cons. prop. Sinónimos: Danaeaceae C.Agardh, Aphor. Bot.: 117 (1822). Angiopteridaceae Fée ex J.Bommer, Bull. Soc. Roy. Bot. Belgique 5: 345 (1867). Christenseniaceae Ching, Bull. Fan Mem. Inst. Biol. Bot. 10: 227 (1940).

6 géneros (Angiopteris, Christensenia, Danaea, Eupodium, Marattia, Ptisana). Referencias: Christenhusz (2007, 2010a), Christenhusz  et al. (2008), Hill & Camus (1986), Murdock (2008a, 2008b), Rolleri (2002, 2003).

### ClasificaciónsensuSmithet al.2006
Clados y taxones superiores: Plantae (clado), Viridiplantae, Streptophyta, Streptophytina, Embryophyta, Tracheophyta, Euphyllophyta, Monilophyta, Clase Marattiopsida, Orden Marattiales, familia Marattiaceae.
Sinónimo: Marattioides.
Incluido Angiopteridaceae, Christenseniaceae, Danaeaceae, Kaulfussiaceae.
Circunscripción: Smith et al. (2006) no ven ninguna ventaja ni buena razón para reconocer a los géneros como familias monogenéricas, como hizo Pichi Sermolli (1977). El nombre Danaeaceae parece que había empezado a ser más popular que Marattiaceae, pero Murdock et al. (enviado para publicación) proponen Marattiaceae por cuestiones de conservación, y Smith et al. (2006) mantienen su uso en su forma más amplia, como es más usual.
Una única familia en la actualidad, Marattiaceae, con 4 géneros y cerca de 150 especies (Smith et al. 2006), o quizás 300 (Judd et al. 2002) ya que es necesaria más investigación a nivel de especies en varios géneros.
- Angiopteris (Archangiopteris fue reconocida por algunos, por ej. Pichi Sermolli 1977, pero parece anidarse dentro de Angiopteris, según Murdock 2005).
- Christensenia
- Danaea
- Marattia

Y una familia fósil:
- Asterothecaceae

### Otras clasificaciones
Tradicionalmente esta familia fue reconocida como monofilética (debido a sus caracteres anatómicos y morfológicos distintivos, como el tallo polistélico y las estípulas conspicuas, por ejemplo), y, debido a sus megafilos conspicuos, fue incluida dentro de los helechos con megafilos (Pterophyta, Pteropsida o Filicopsida sensu Engler). También, debido a que son eusporangiados, se reconocieron como un grupo primitivo dentro de los helechos con megafilos, aunque no tan primitivo como las ofioglosáceas, ya que su gametófito es fotosintético.
Por ejemplo, la clasificación sensu Engler es la siguiente:
- Reino Plantae (polifilético), división Embryophyta asiphonogama (parafilético), subdivisión Pteridophyta (parafilético), clase Filicopsida (polifilético, sería monofilético si se agregaran Psilotopsidas y Equisetopsidas), subclase Marattidae, orden Marattiales, familia Marattiaceae.

## Ecología y Evolución
Según Smith et al. 2006,: El registro fósil empieza en el Carbonífero (Collinson 1996) donde fueron importantes componentes de los pantanos. Poseen un rico registro fósil y parientes extinguidos como Psaronius. Su morfología ha sufrido pocos cambios desde su aparición.
Según Smith et al. 2006,: Marattia es pantropical. Angiopteris y Christensenia están restringidos al este y sudeste de Asia, Australasia, y Polinesia. Danaea representa una radiación neotropical de la familia (Christenhusz et al., datos no publicados, citados en Smith et al. 2006).
En general son terrestres, rara vez epipétricas.
De forma consistente con su morfología estable, estas plantas pueden tener una tasa decelerada de evolución a nivel molecular (Soltis et al. 2002).

## Caracteres
Como descripto en Smith et al. 2006,:
Poseen canales mucilaginosos en raíces, tallos y hojas. Los tallos y las hojas también tienen escamas.
Poseen raíces grandes y carnosas, en el corte transversal de la raíz se ven los haces de xilema formando una estela poliarca. Las raíces poseen pelos radicales septados.
Los tallos son rizomas carnosos, cortos, erectos o postrados, en un corte transversal se observan los haces de xilema formando una estela característica de esta familia, llamada dictiostela policíclica (o "polistela").
|  |

La prefoliación es circinada.
Hojas (megafilos) grandes (pero ver Danaea), carnosas, 1-3 pinadas (rarmente simples -Danaea-, o 3-5 foliadas -Christensenia-). Las hojas en su base tienen estípulas alargadas, carnosas y con reservas de almidón. También tienen pulvinos conspicuos a lo largo del pecíolo y el raquis (y a veces en otros ejes también). El xilema en el corte transversal del pecíolo forma una estela policíclica. También a lo largo de los pecíolos o de los ráquises hay dispersos pneumatodos (también llamados "lenticelas").
Los esporangios se presentan en la cara abaxial de la lámina, sin agrupar, o agrupados en rondas, o agrupados y unidos por tejido parenquimático en estructuras alargadas ("sinangios"). A la lupa se observa que son de pared gruesa, sin anillo, cada uno portando 1.000-7.000 esporas (todo este síndrome de caracteres se llama "de tipo eusporangiado").
Al microscopio se observa que las esporas son usualmente bilaterales o elipsoidales, con marca monolete.
Los gametófitos son verdes (con clorofila), superficiales.
Número cromosómico: x = 40 (39).

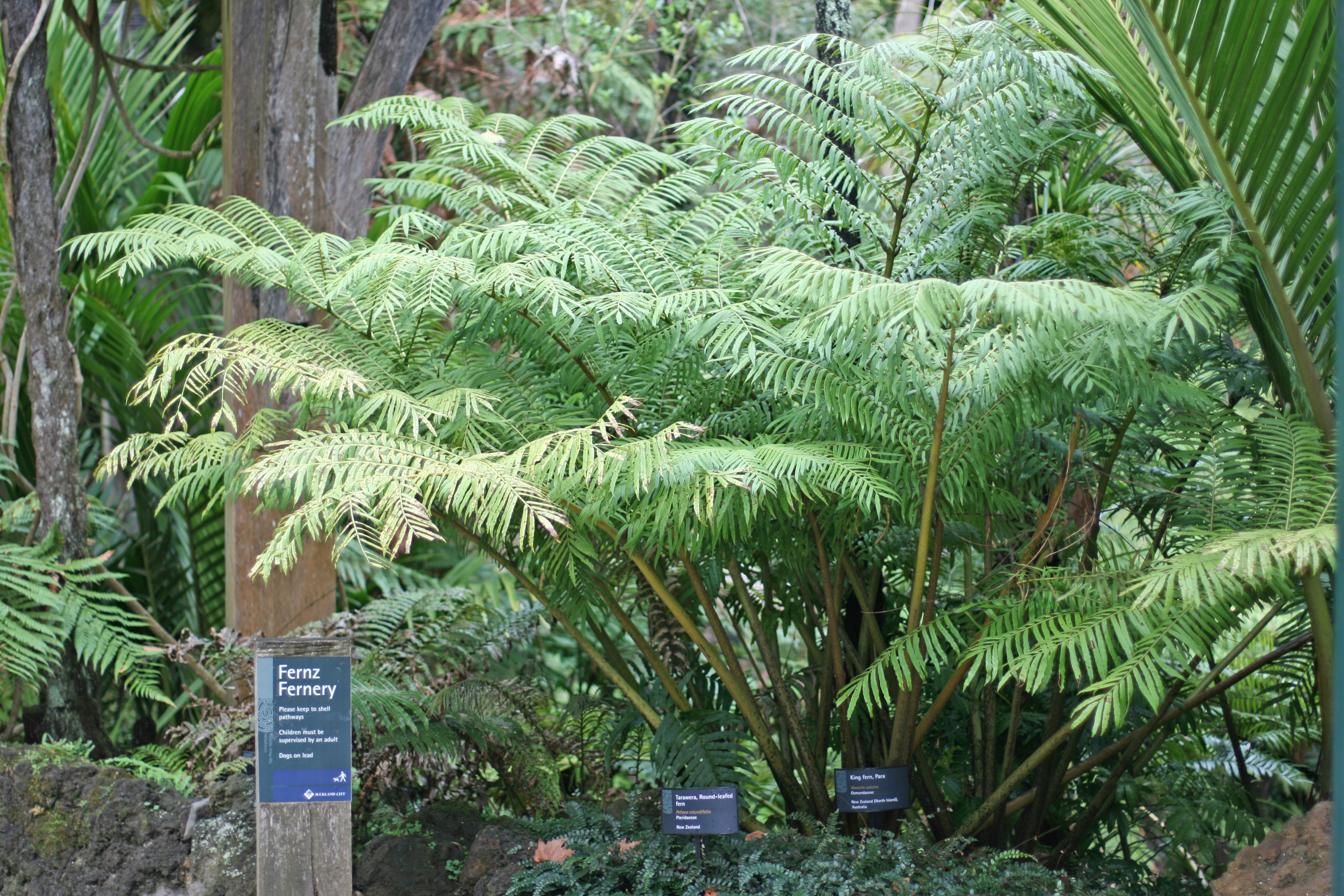
Marattia salicina, "Kingfern".
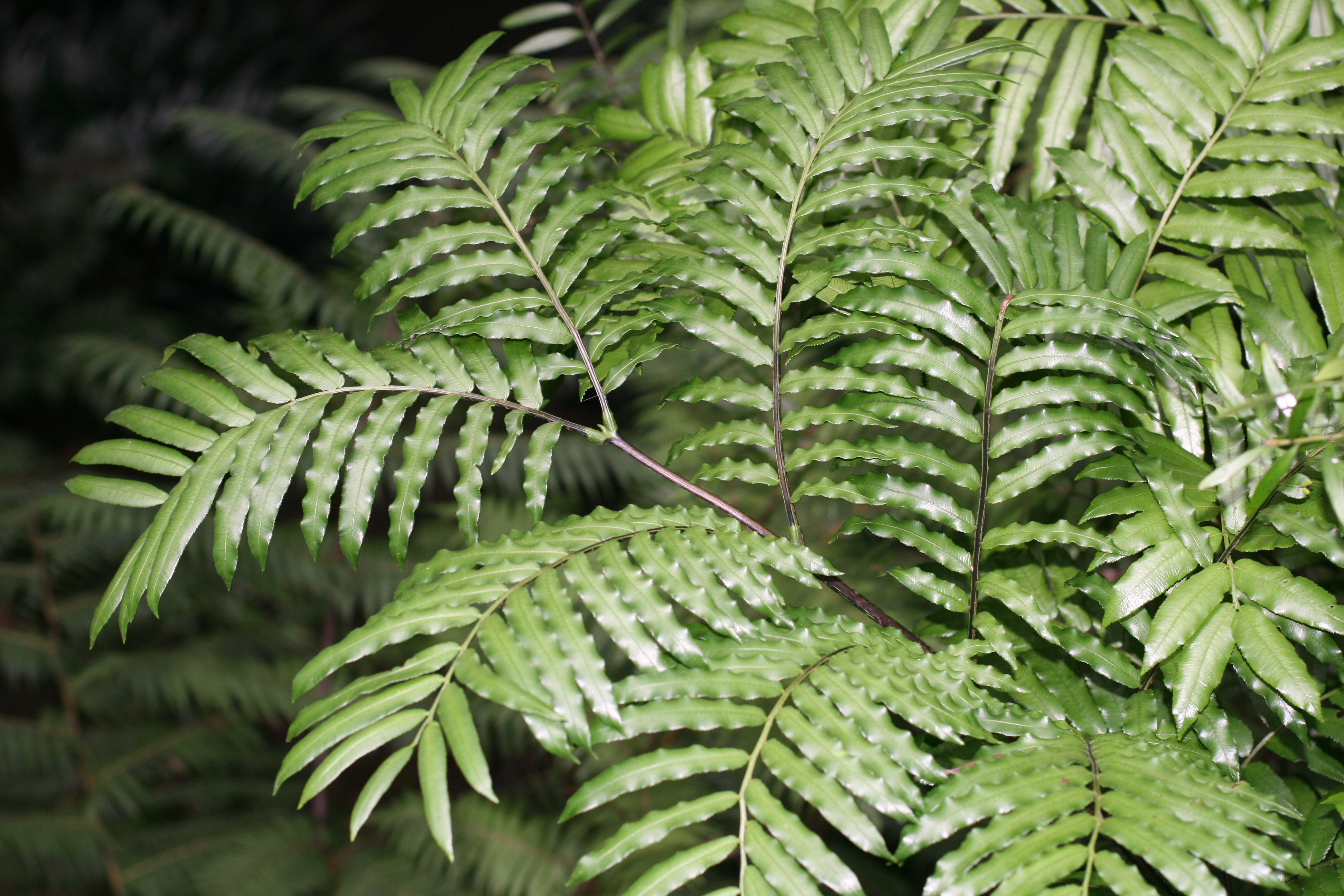
Marattia salicina, fronde.
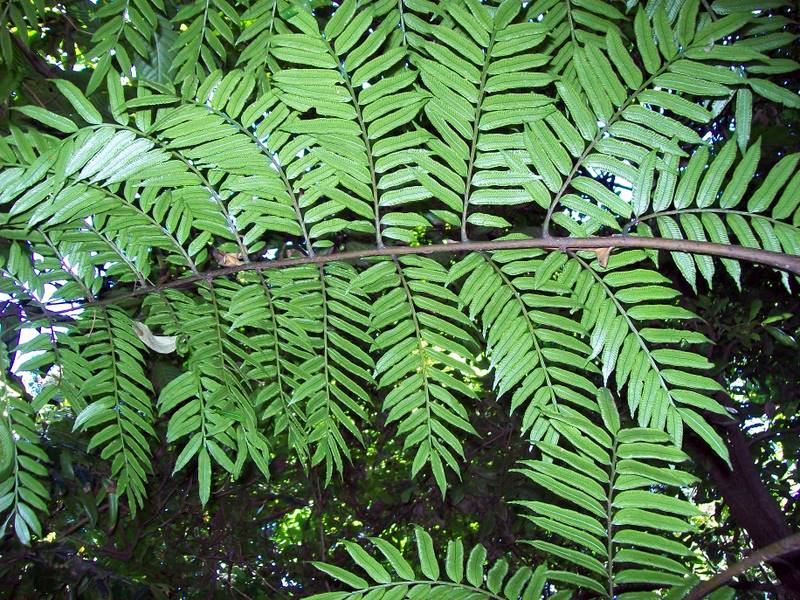
Marattia howeana, fronde.
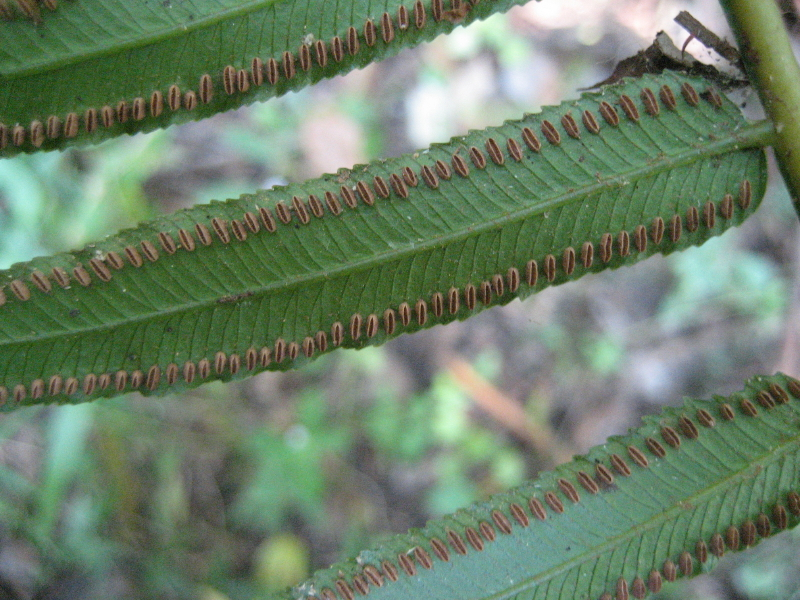
Marattia fraxinea, sinangios en la cara abaxial de las pinas.
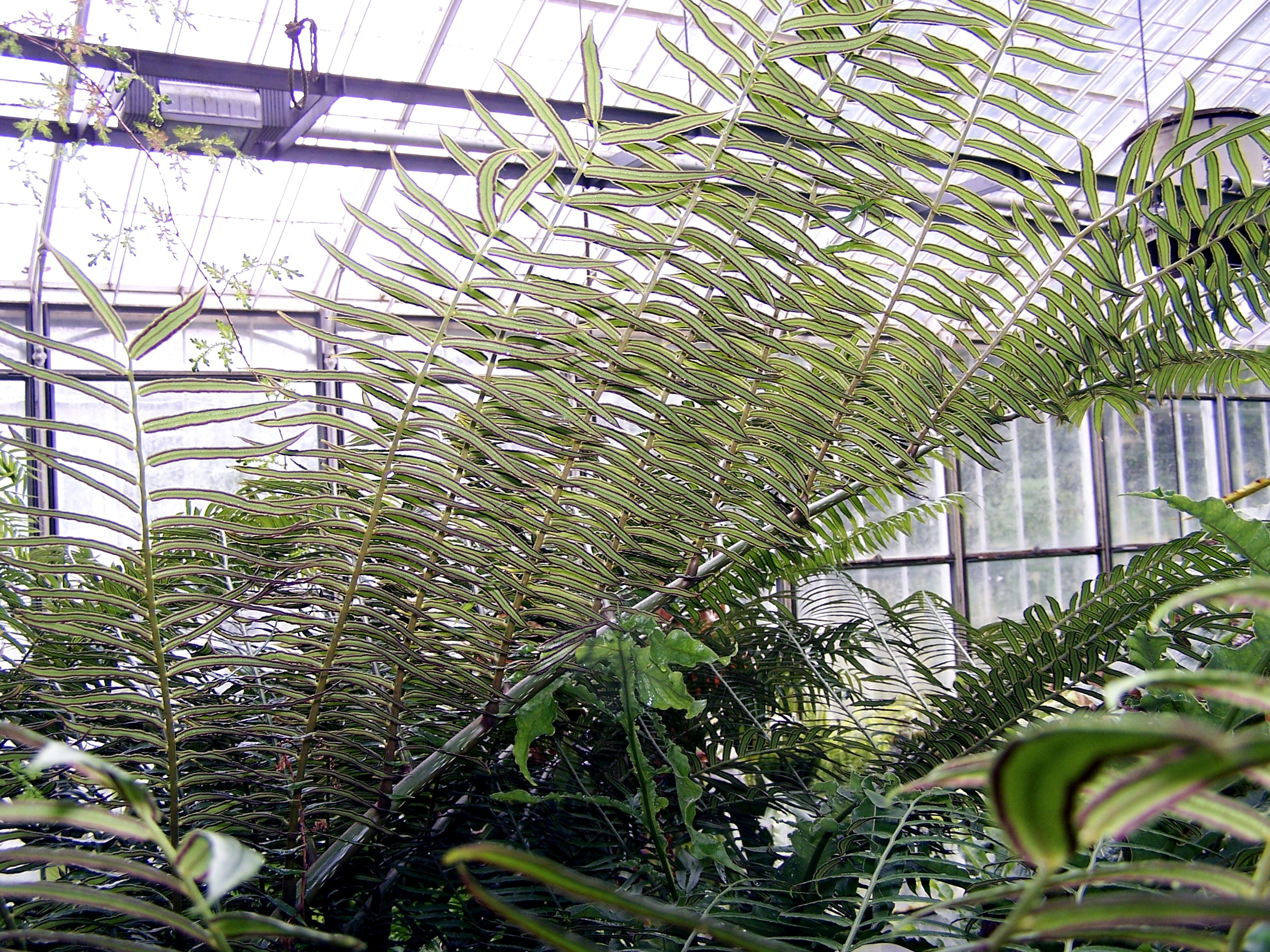
Angiopteris evecta, Hábito
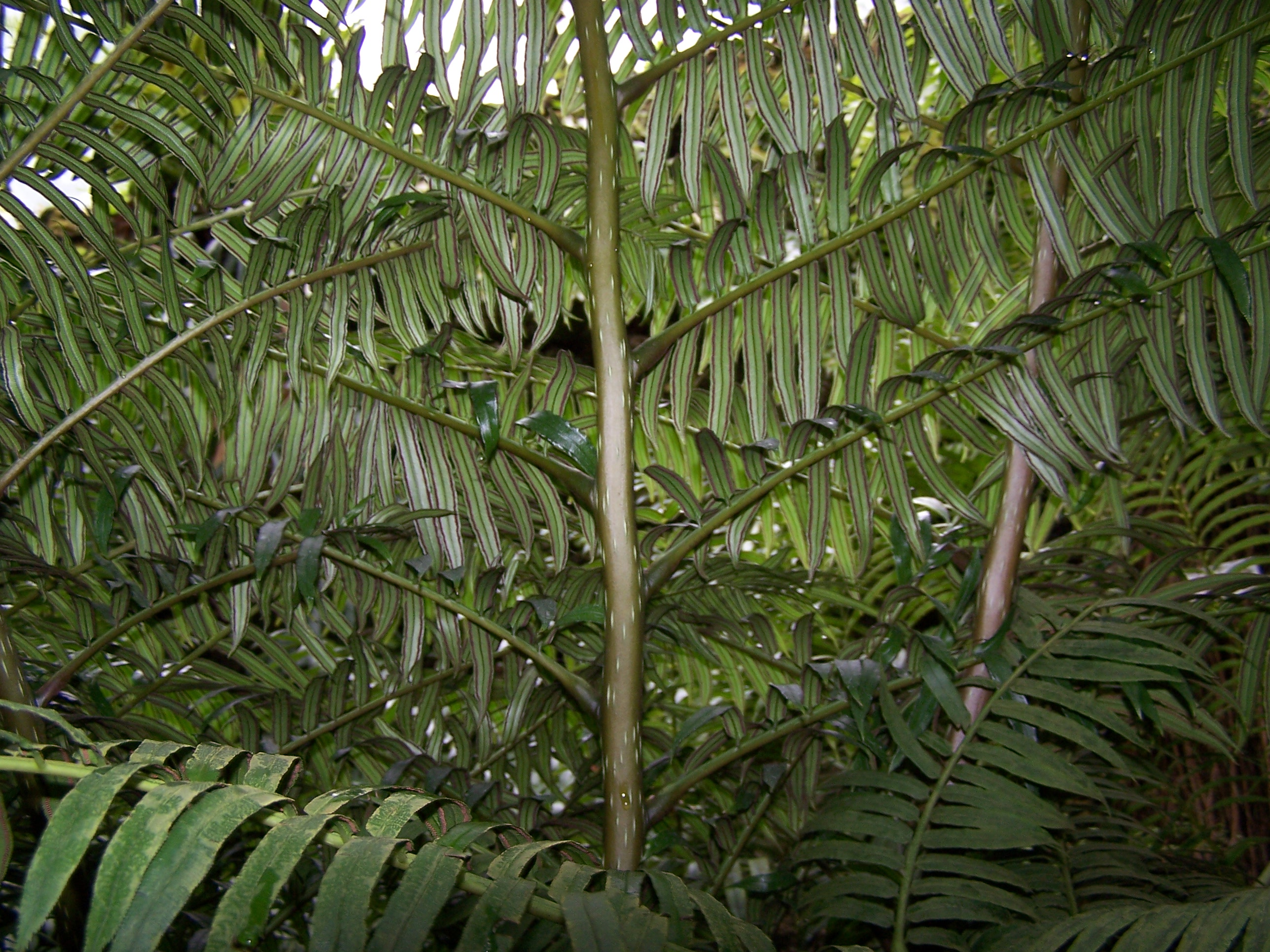
Angiopteris evecta, sinangios en la cara abaxial de las pinas.
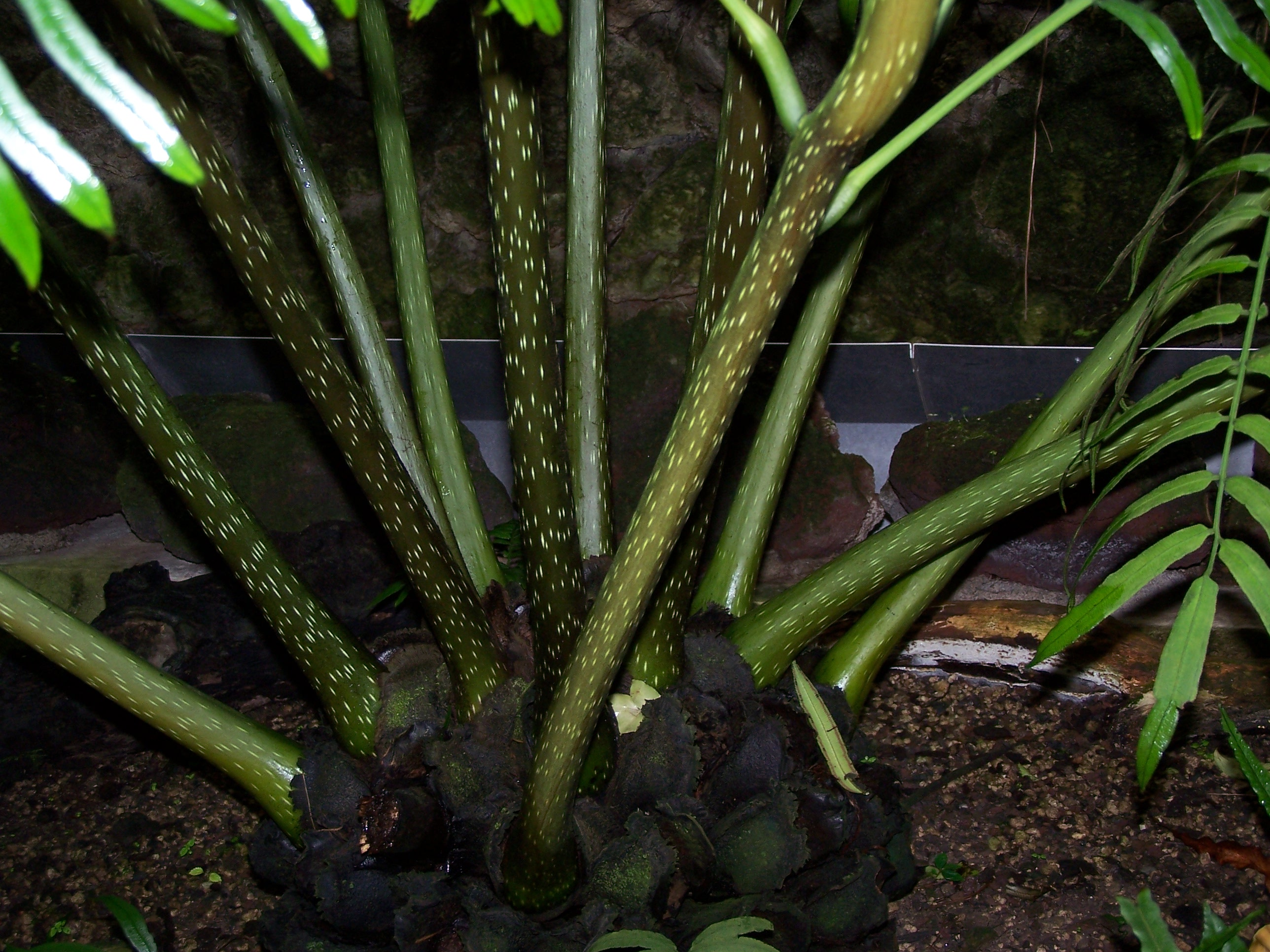
Angiopteris evecta, estípulas carnosas sobre el rizoma.

## Usos económicos
Debido a su gran porte, Angiopteris es muy apreciada en los jardines botánicos de climas cálidos de todo el mundo.

### Libros
- Judd, W. S. Campbell, C. S. Kellogg, E. A. Stevens, P.F. Donoghue, M. J. 2002. Plant systematics: a phylogenetic approach, Second Edition. Sinauer Axxoc, USA.

### Publicaciones
- Pryer, Kathleen M., Harald Schneider, Alan R. Smith, Raymond Cranfill, Paul G. Wolf, Jeffrey S. Hunt y Sedonia D. Sipes. 2001. "Horsetails and ferns are a monophyletic group and the closest living relatives to seed plants". Nature 409: 618-622 (pdf aquí).

- Pryer, Kathleen M., Eric Schuettpelz, Paul G. Wolf, Harald Schneider, Alan R. Smith y Raymond Cranfill. 2004. "Phylogeny and evolution of ferns (monilophytes) with a focus on the early leptosporangiate divergences". American Journal of Botany 91:1582-1598 (pdf aquí).

- A. R. Smith, K. M. Pryer, E. Schuettpelz, P. Korall, H. Schneider, P. G. Wolf. 2006. "A classification for extant ferns". Taxon 55(3), 705-731 (pdf aquí)

- Datos: Q178286
- Multimedia: Marattiaceae / Q178286
- Especies: Marattiaceae